# Karel Schoeman
Karel Schoeman (afrikaanskt uttal: [ˈkɑːrəl ˈskuman], född den 26 oktober 1939, död den 1 maj 2017, var en sydafrikansk afrikaansspråkig författare och historiker. Han skrev tjugo romaner och ett antal verk om historia, och var en av Sydafrikas mest hyllade författare.